# Problema de valor inicial
En matemática, en el campo de las ecuaciones diferenciales, un problema de valor inicial (también llamado por algunos autores como el problema de Cauchy) es una ecuación diferencial ordinaria junto con un valor especificado, llamado la  condición inicial, de la función desconocida en un punto dado del dominio de la solución.  En física o en otras ciencias, es muy común que el modelado de un sistema utilice el problema de valor inicial para la resolución; en este contexto, la ecuación diferencial es una ecuación que evoluciona especificando cómo el sistema evoluciona con el tiempo, dadas las condiciones iniciales.

## Definición
| Un problema de valor inicial es una ecuación diferencial {\displaystyle y'(t)=f(t,y(t))} con {\displaystyle f\colon \Omega \subset \mathbb {R} \times \mathbb {R} ^{n}\to \mathbb {R} ^{n}} donde {\displaystyle \Omega } es un conjunto abierto {\displaystyle \mathbb {R} \times \mathbb {R} ^{n}}, junto con un punto en el dominio de {\displaystyle f} {\displaystyle (t_{0},y_{0})\in \Omega }, llamada la condición inicial. |

Una solución a un problema de valor inicial es una función {\displaystyle y} que es una solución a la ecuación diferencial y satisface
{\displaystyle y(t_{0})=y_{0}}.
En muchas más dimensiones, la ecuación diferencial se reemplaza con una familia de ecuaciones {\displaystyle y_{i}'(t)=f_{i}(t,y_{1}(t),y_{2}(t),\dotsc )}, y {\displaystyle y(t)} se ve como el vector {\displaystyle (y_{1}(t),\dotsc ,y_{n}(t))}. Más generalmente, la función desconocida {\displaystyle y} puede tomar valores sobre espacios dimensionales infinitos, tal como espacios de Banach o espacios de distribuciones.
Los problemas de valor inicial pueden extenderse a mayores órdenes utilizando sus derivadas de la misma forma que se utiliza la función, es decir {\displaystyle y''(t)=f(t,y(t),y'(t))}.

## Ejemplos
Un ejemplo simple es resolver 
{\displaystyle \left\{{\begin{aligned}y'=0.85\,y\\y(0)=19\end{aligned}}\right.}
Entonces el problema consiste en hallar la función {\displaystyle y(t)} que las satisface.
Si se considera que {\displaystyle y'={\frac {dy}{dt}}}, entonces
{\displaystyle {\frac {dy}{dt}}=0.85\,y}
Reagrupando la ecuación tal que {\displaystyle y} está del lado izquierdo y {\displaystyle t} sobre el derecho
{\displaystyle {\frac {dy}{y}}=0.85\,dt}
Si se integra en ambos lados (introduciéndose una constante desconocida {\displaystyle B}).
{\displaystyle \ln |y|=0.85\,t+B}
Eliminándose el ln
{\displaystyle |y|=e^{B}e^{0.85t}}
Siendo {\displaystyle C} una nueva constante desconocida, {\displaystyle C=\pm e^{B}}, así
{\displaystyle y=C\,e^{0.85t}}
Ahora para determinar el valor de {\displaystyle C}, se utiliza  la condición inicial {\displaystyle y(0)=19} y sustituyendo para t = 0 e y =19:
{\displaystyle 19=C\,e^{0.85\cdot 0}}
{\displaystyle C=19}
entonces resulta que la solución final es {\displaystyle y(t)=19e^{0.85t}}.
Segundo ejemplo
La solución de
{\displaystyle \left\{{\begin{aligned}y'+3y=6t+5\\y(0)=3\end{aligned}}\right.}
es
{\displaystyle y(t)=2e^{-3t}+2t+1.\,}
ya que,
{\displaystyle {\begin{aligned}y'+3y&={\tfrac {d}{dt}}(2e^{-3t}+2t+1)+3(2e^{-3t}+2t+1)\\&=(-6e^{-3t}+2)+(6e^{-3t}+6t+3)\\&=6t+5.\end{aligned}}}

## Existencia y unicidad de solución
El Teorema de Picard-Lindelöf establece condiciones que garantizan la existencia y unicidad de solución en un problema de valor inicial en un intervalo dado. En concreto, si f es continua en un dominio abierto que contenga a (t0, y0) y verifica la condición de Lipschitz para la variable y, entonces podemos encontrar un intervalo para la variable temporal, t, donde existe una única solución del problema de valor inicial.
La demostración de este teorema se basa en reformular el problema como una ecuación integral sobre la que se puede aplicar el Teorema del punto fijo de Banach.
Bajo hipótesis más débiles, cuando la función f es continua pero no llega a ser Lipschitziana, se puede garantizar la existencia de solución localmente en tiempo, pero no su unicidad. Este resultado se puede encontrar, por ejemplo, en Coddington & Levinson (1955, Theorem 1.3) o en Robinson (2001, Theorem 2.6).